# Хатор
Хат(х)ор е богиня на любовта, закрилница и пазителка на фараоните, господарка на пустините и природните стихии и властелин на далечните страни. Изобразява се като крава или жена с рога на крава и слънчев диск. В началото е била персонификация на Млечния път.

## Роля и характеристика
Изобразявана е с рога, с които издига Слънцето на небето. Тя е и съпруга на Хор. Сватбата им е толкова почитана, че всяка година нейната статуя и тази на Хор били изнасяни от храмовете за да се отпразнува годишнината. Техен син е Ихи – бог на музиката и музикантите. Египтяните са вярвали, че Хатор дава храна и вода на изгубилите се в пустинята. Tова на главата ѝ не са рога, а символ за андрогинност. Другата версия е, че това представлява съд, съдържащ божественото зърно.

## Култ
Център на култа към Хатхор е Дендера. Култът бил разпространен и в съседните Нубия, Библос, Пунт, както и на Синай. В периода на Новото царство, Хатхор се отъждествявала с богините на любовта и красотата на други народи, като гръцката Афродита и месопотамската Ищар. В края на Новото царство тази богиня съвместно с Таурт посрещала умрелите на път за Иментет.
В късния период, Хатор се отъждествява с Изида, Таурт, Нейт, Баст, Небтуи и Кадеш.